# النقل بالسكك الحديدية في الجزائر

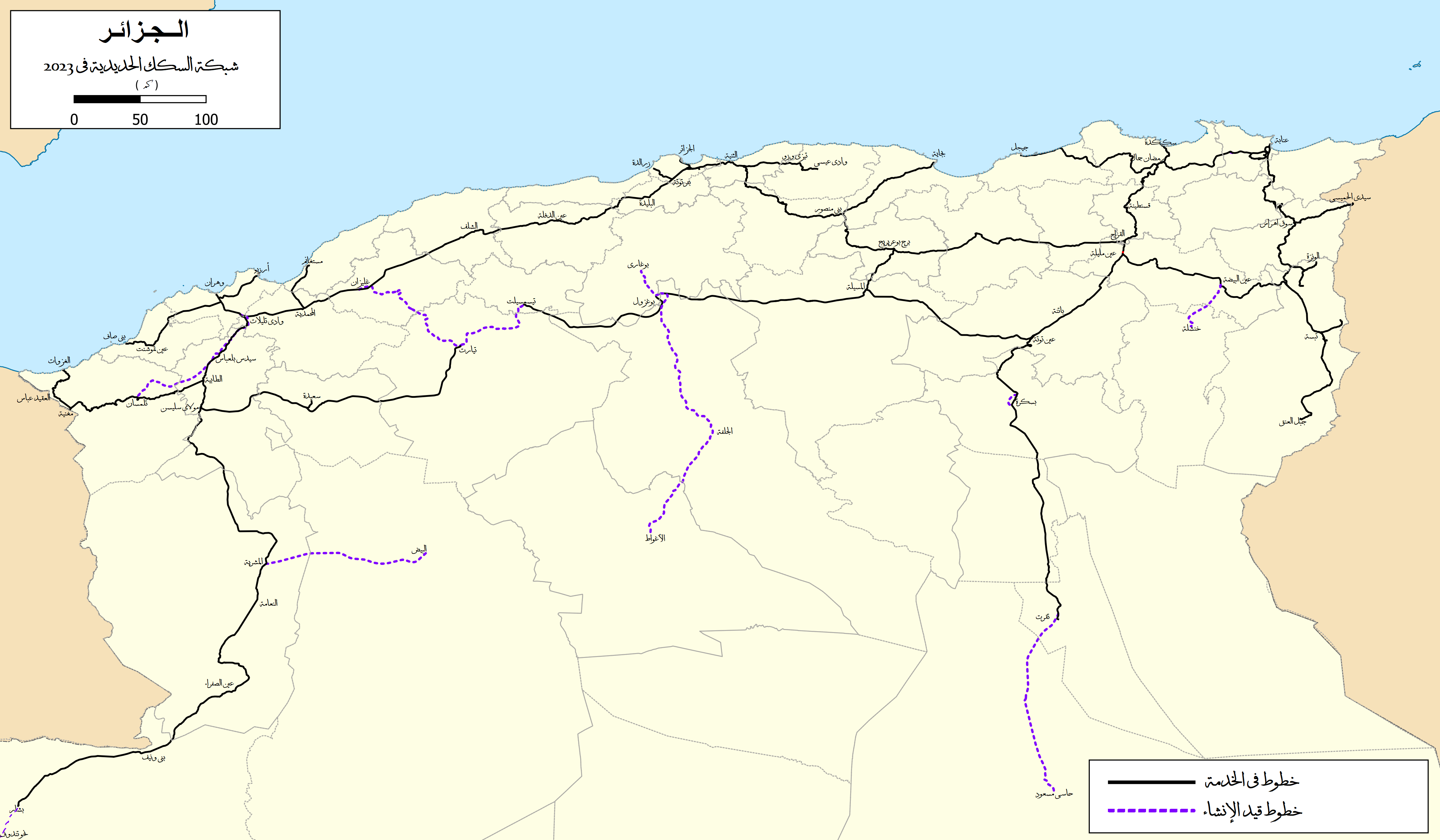
خريطة شبكة السكك الحديدية في الجزائر 2023

## تاريخ

### بناء الشبكة

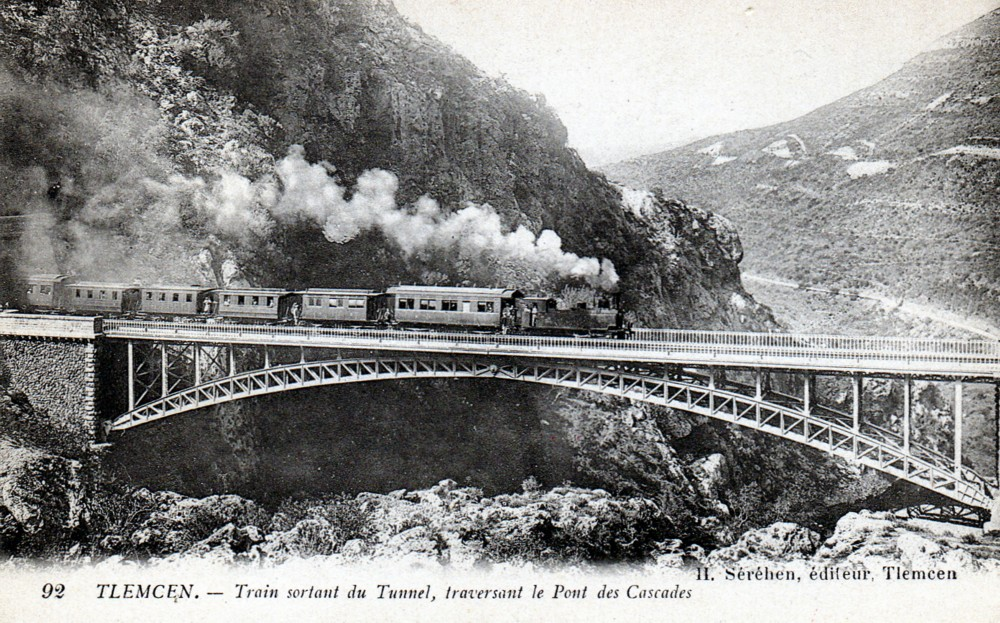
قطار عابر على جسر الشلالاتبتلمسان عام 1905

يعتبر إنجاز مشاريع السكك الحديدية في الجزائر في 8 أبريل 1857 بموجب مرسوم من الحكومة الفرنسية التي سمحت بشق 1357 كم من خطوط السكك الحديدية في مستعمرتها الجديدة الجزائر. بدأ أوّل مشروع في 12 ديسمبر 1859 ، وشمل بناء الخط الرابط بين مدينة الجزائر نحو البليدة. وقد عهدت إدارتها إلى شركة خاصة تسمى شركة السكك الحديدية الجزائرية.
كما جرت أشغال وضع خط لربط مدينة وهران بسيق حاليا فضلا عن وصلة أخرى بين ميناء سكيكدة وقسنطينة ، لكن المشاكل المالية دفعت الشركة إلى وقف الأعمال والإكتفاء بتطوير الخط من الجزائر إلى البليدة والذي افتتح في 8 سبتمبر 1862.
- 18 يوليو 1879 ، انطلقت حملة استثمارية جديدة على المستوى الجزائري لتعزيز الخطوط "ذات فائدة عامة" بهدف إضافة 1747 كم إلى الشبكة المنجزة. يسمى بناء هذه الخطوط " ذات الاهتمام المحلي" متروكة لمسؤولية المستثمرين من القطاع الخاص والسلطات المحلية الإستعمارية. وفي الثلاثين سنة التي تلت ذلك، تمت إضافة 2 035 كم من خطوط السكك الحديدية، لتشكل شبكة السكك الحديدية الجزائرية.
- 1900 مع بداية القرن الجديد، أفلست الشركة الفرنسية الجزائرية، المثقلة بالديون، وخسرت امتيازها. وطال نفس المصير شركة بون قالمة للسكة الحديدية سنة 1905 ثم شركة شرق الجزائر سنة 1908.
- 27 سبتمبر 1912، أصبحت شبكات الشركات المفلسة تحت سيطرة الشركة العامة للسكك الحديدية الجزائرية (CFAE). وهي تدير شبكة السكك الحديدية مع الشركة الوحيدة الباقية، وهي الشركة الجزائرية التابعة لشركة باريس-ليون-المتوسط PLMA.

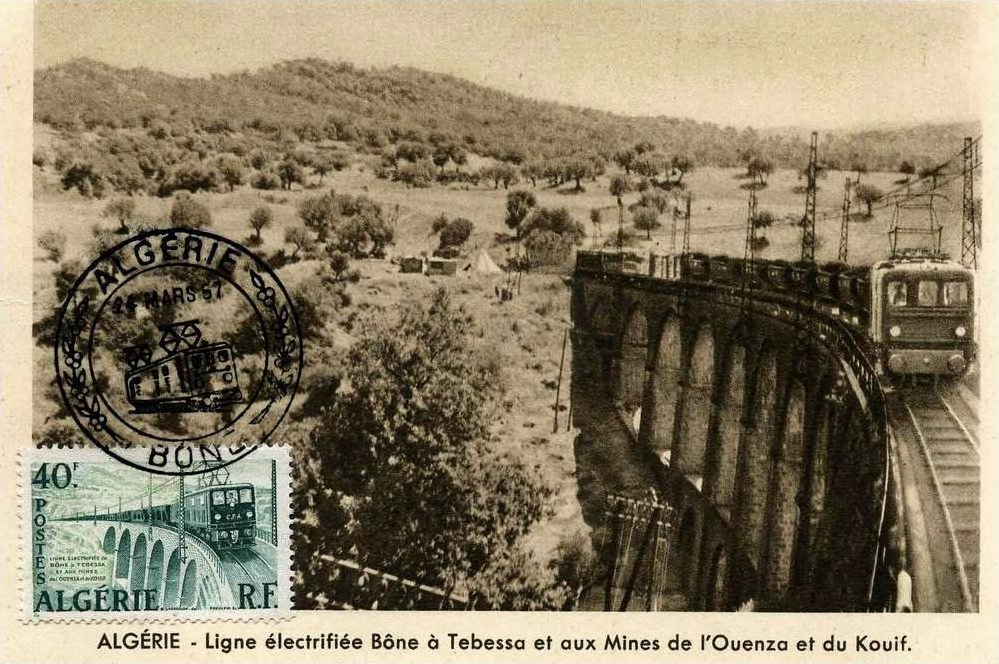
خط مكهرب من عنابة إلى تبسة

- بين 1907 و1946، بفضل حملة استثمارية ثالثةتوسعت الشبكة ب 1614 كم.
- 1 يوليو 1921، تم تقسيم الخطوط الحالية بين شركتي CFAE وPLMA: استمرت هذه المشاركة حتى 30 مايو 1938 ، وهو التاريخ الذي تم فيه تأميم خطوط المصلحة العامة للشركتين وإلحاقها بالشركة الوطنية للسكك الحديدية الفرنسية (SNCF). ومن ثم اسندت إدارة الخطوط الجزائرية من11 يناير 1939 بديوان السكك الحديدية الجزائرية (OCFA).
- مع نهاية الحرب العالمية الثانية، وصل امتداد شبكة السكك الحديدية الجزائرية على مسافة 5 015 كم. وعادلت الخدمة المقدمة بالتساوي تلك المتوفرة في فرنسا، وأحيانًا تزيد: قطارات ليلية مكونة من عربات نوم ، وقطارات نهارية سريعة من طراز ميسترال مصنوعة من الفولاذ المقاوم للصدأ، وتعميم الديزل كليا على عكس الشركة الفرنسية SNCF التي كانت لا تزال تستغل العديد من القاطرات البخارية الباقية في الخدمة.
- 30 يونيو 1959 ، وقعت الدولة الفرنسية وديوان السكك الحديدية الجزائرية OCFA اتفاقية لإنشاء الشركة الوطنية للسكك الحديدية الفرنسية في الجزائر (SNCFA). فأصبحت الشركة الوطنية للسكك الحديدية الفرنسية في الجزائر الشركة الوطنية للسكك الحديدية الجزائرية (مع الاحتفاظ بنفس المختصر SNCFA) في 16 مايو 1963 [1] بعد إستقلال الجزائر عن فرنسا. تم الاحتفاظ بالمعدات الفرنسية، سرعان ما، فضلت الإدارة الجديدة بعد الإستقلال شراء قاطرات وعربات من دول الكتلة السوفيتية، لتعزيز الاسطول.
- 31 مارس 1976 ، عند انتهاء الامتياز الفرنسي، قامت الدولة الجزائرية بتقسيم الشركة الوطنية للسكك الحديدية إلى ثلاث شركات منفصلة، الشركة الوطنية للنقل بالسكك الحديدية (ش.و.ن.س.ح) أي (SNTF)، الشركة الوطنية للدراسات وإنجاز البنية التحتية للسكك الحديدية (SNERIF). وشركة هندسة وإنشاء البنية التحتية للسكك الحديدية (SIF).

أطلق برنامج استثماري جديد لإنشاء 203 كم من الخطوط الجديدة ومضاعفة 200 كم من السكك على الخط الشمالي وتجديد 1 400 كم من السكك وزلط السكك الحديدية
- 1980 : انطلاق برنامج شامل لعصرنة السكك الحديدية.
- 1986، أدت الأزمة المالية في البلاد إلى إطلاق برناج إعادة هيكلة جميع الشركات والمؤسسات الوطنية تم ضم شركتين وهما الشركة الوطنية للدراسات وإنجاز البنية التحتية للسكك الحديدية (SNERIF). وشركة هندسة وإنشاء البنية التحتية للسكك الحديدية (SIF) إلى الشركة الأم الشركة الوطنية للنقل بالسكك الحديدية (ش.و.ن.س.ح)، والتي غيرت وضعها في عام 1990 لتصبح مؤسسة عمومية ذات صيغة صناعية وتجارية. في نهاية التسعينيات ، كانت ش.و.ن.س.ح تستغل شبكة بطول 3500 كيلومتر.

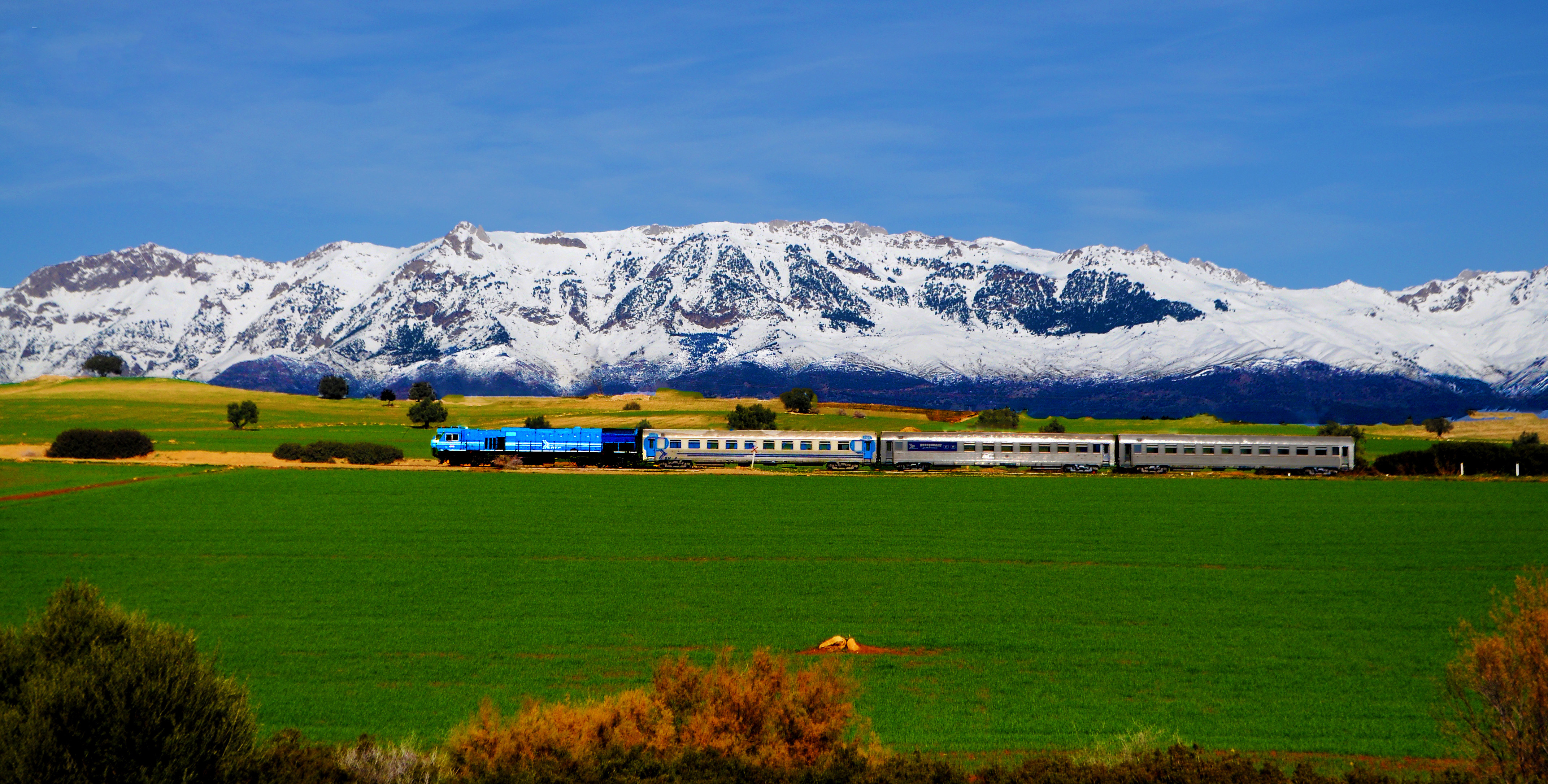
قطار ش.و.ن.س.ح يسير في الريف الجزائري.

- 2005، مع تحسن الأوضاع المالية للشركة وإطلاق الدولة برنامج تنموي لتوسيع الشبكة نحو الداخل تم إحداث الوكالة الوطنية للدراسات ورصد إنجاز الاستثمارات في السكك الحديدية (ANESRIF) لتدبير برنامج جديد للاستثمار العمومي بهدف زيادة الشبكة إلى 12 500 كم في آفاق 2030.
- 2010، تم افتتاح 315 كم من الخطوط الجديدة ( برج بوعريريج إلى المسيلة ، عين التوتة إلى المسيلة ، الخط الجديد من بشار )، وتمت كهربة خطوط ضواحيتي الجزائر العاصمة الشرقية الغربية.
- 2015، وصلت وتيرة الإنجاز إلى 1 324 كم قيد الإنشاء من أصل 2 300 كم من الخطوط الجديدة المعلنة في المشروع، معظمها يتعلق بالجزء الغربي من حلقة الهضاب العليا.
- 13 أكتوبر 2019 ، أعلن عن تشغيل الخط الجديد الذي يربط الجزائر العاصمة بتقرت. يخدمها قطار للمسافات الطويلة يضم عربات نوم من الدرجة الأولى والثانية.[2]
- 26 ديسمبر 2022، تم تدشين الخط الرابط بين تيسمسيلت والمسيلة عبر بوغزول بطول 290 كم.[3]
- يناير 2023، تم وضع الخط السكة الحديد الرابط بين ولاية سعيدة وفرندة ( ولاية تيارت ) على مسافة 120 كم في الخدمة.[4]
- أغسطس 2023 وأعلن الرئيس الجزائري عبد المجيد تبون عن برنامج كبير لبناء خطوط سكك حديدية جديدة في إطار الشراكة مع الصين. وتضمن ذلك بناء 6 000 كم من خطوط السكك الحديدية من الشمال إلى الجنوب ومن الشرق إلى الغرب.
- أكتوبر 2023 ٫ تدشين خط السكة الحديدية بوغزول - الأغواط مرورا بالجلفة على مسافة 250 كم

### الشركات العاملة

#### فترة الاستعمار الفرنسي
- شركة السكك الحديدية الجزائرية: بناء وإدارة الخطوط الثلاثة الأولى للسكك الحديدية في الجزائر بين 1860 و1863.
- شبكة PLM في الجزائر: بناء وتشغيل الخطوط الممنوحة والخطوط المؤجرة بين عامي 1863 و1939.
- شركة الغرب الجزائري: بناء وتشغيل الشبكة بعمالة وهران بين 1881 و1920.
- الشركة الفرنسية الجزائرية: بناء وتشغيل الشبكة بعمالة وهران بين 1873 و1888.
- الشبكة العمومية لوهران: بناء وإدارة خطوط السكك الحديدية بوهران بين 1916 و1927.
- شركة شرق الجزائر: بناء وتشغيل شبكة بعمالة قسنطينة بين 1879 و1914.
- شركة السكك الحديدية بون قالمة: بناء وإدارة خطوط السكك الحديدية في الجزائر بين 1875 و1915.
- الشركة العامة للسكك الحديدية الجزائرية: تشغيل شبكة خطوط السكك الحديدية في عمالة قسنطينة ووهران وبون بين 1908 و1938.
- بون - موكتا - شركة السكك الحديدية سانت تشارلز: بناء وتشغيل خط السكة الحديد في عمالة بون بين عامي 1858 و1915.
- السكك الحديدية من بون إلى لا كالي: بناء وتشغيل السكة الحديدية بعمالة قسنطينة ما بين 1904 و1939.
- السكك الحديدية على الطرق الجزائرية: تشغيل شبكة من الطرق الضيقة بعمالة الجزائر ما بين 1894 و1935.
- ديوان السكك الحديدية الجزائرية: إدارة خطوط السكك الحديدية في الجزائر بين 1939 و1959.
- الشركة الوطنية للسكك الحديدية الفرنسية بالجزائر: في 30 جوان 1959 وقّعت الحكومة الفرنسية ومكتب السكك الحديدية الجزائرية اتفاقية لإنشاء الشركة الوطنية للسكك الحديدية الفرنسية في الجزائر.

#### فترة ما بعد استقلال الجزائر

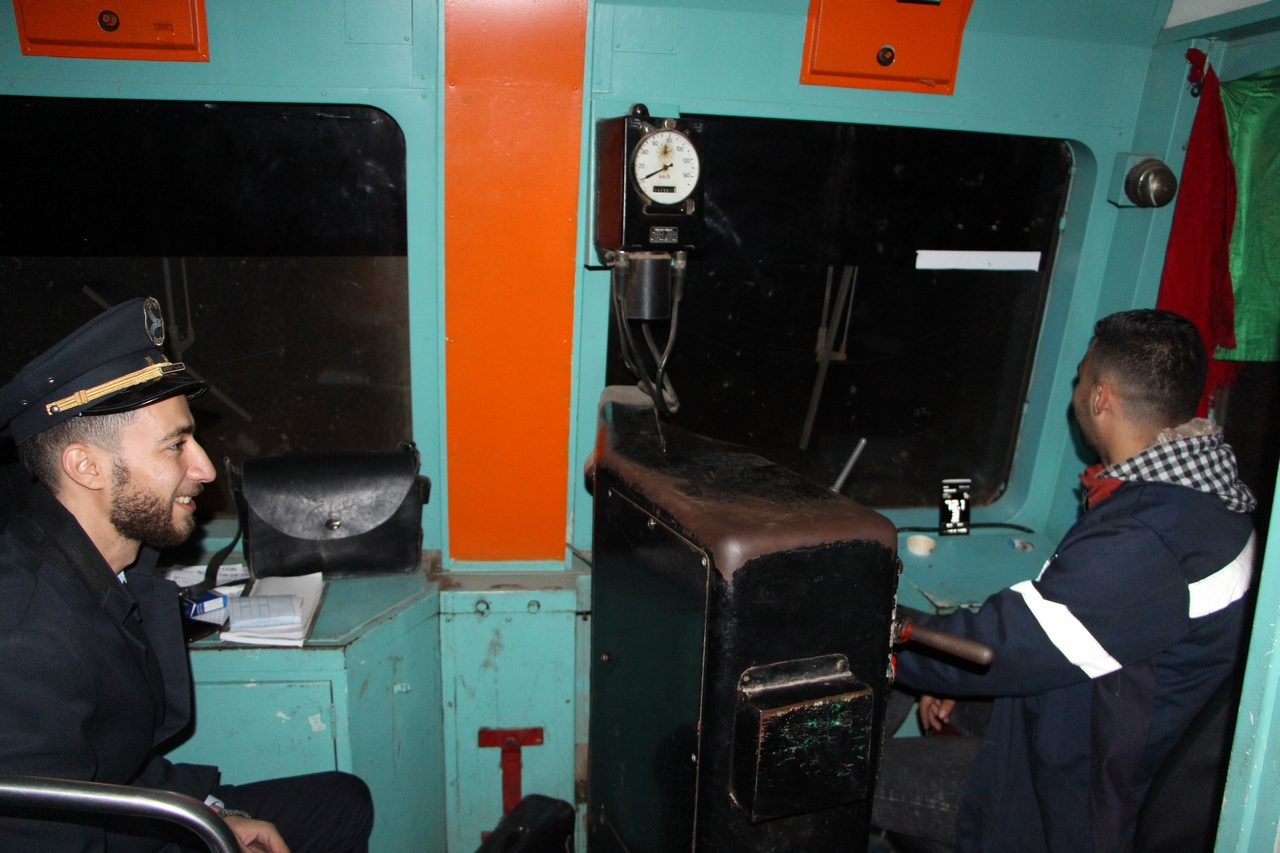
سائق ومراقب قطار قديم يعود تاريخه إلى السبعينيات.

وبعد استقلال البلاد وبموجب المرسوم بموجب المرسوم رقم 63-183 المؤرخ في 16 مايو 1963 ، غيرت الشركة الوطنية للسكك الحديدية الفرنسية في الجزائر وضعها واسمها، وأصبحت الشركة الوطنية للسكك الحديدية الجزائرية (SNCFA). اختفت في 25 مارس 1976 وحلت محلها على وجه الخصوص الشركة الوطنية للنقل بالسكك الحديدية (SNTF).

## شبكة السكك الحديدية الوطنية

### البنية العامة للشبكة
تخضع شبكة السكك الحديدية الوطنية لسلطة الشركة الوطنية للنقل بالسكك الحديدية ، وهي مؤسسة عمومية ذات صيغة صناعية وتجارية. ويبلغ رأسمالها 20.701 مليون دج.
حركة نقل الركاب بالسكك الحديدية في الجزائر ليست في أفضل حالاتها حاليا. وفي عام 2015، بلغ 1 269 مليون مسافر/كم، بينما كان يقدر 3 192 مليون في نهاية عام 1991.
| سنة                 | 1996 | 1999 | 2002 | 2004 | 2005 | 2006 | 2008 | 2013 |
| السكك الحديدية (كم) | 4820 | 4820 | 3973 | 3973 | 3973 | 3973 | 3973 | 4573 |

### معدات

#### الإشارات والتحكم في السرعة
تستخدم إشارات السكك الحديدية الجزائرية عدة أنظمة إشارات.
ويتم ذلك عن طريق الإشارات الضوئية المثبتة على حافة المسار والتي تعتمد على المعسكر ( كتلة يدوية ، كتلة ضوئية أوتوماتيكية ، BAPR ). يتم التحكم في السرعة عن طريق نظام KVB.
في المستقبل، سيتم تجهيز الخطوط الرئيسية وبعض طرق الشحن المهمة بأنظمة إشارات ETCS,.

### خطوط عالية السرعة
ومن أهم المشاريع الخط السريع الذي يربط مدينة وهران بالحدود الجزائرية المغربية مرورا بسيدي بلعباس وتلمسان ومغنية على مسافة تناهز 200 كلم وسرعة تشغيل 220 كلم/سا (منطقة جبلية). ومن المنطقي أن يصبح هذا المشروع أحد الروابط في خط السكة الحديد العابر للمغرب في المستقبل. المشروع، الذي كان كان من المقرر تسليمه في عام 2019، ثم في عام 2021، المشروع في شبه توقف مع تكلفة تتجاوزت 2 مليار يورو 
أما المشروع الرئيسي الثاني، وهو قيد الدراسة حاليا، فهو خط خط عالي السرعة الذي يربط مدينة عنابة الجزائرية بطبرقة (شمال تونس)، والذي سيكون الجزء الأخير من الطريق العابر للمغرب العربي.

## العتاد المجرور

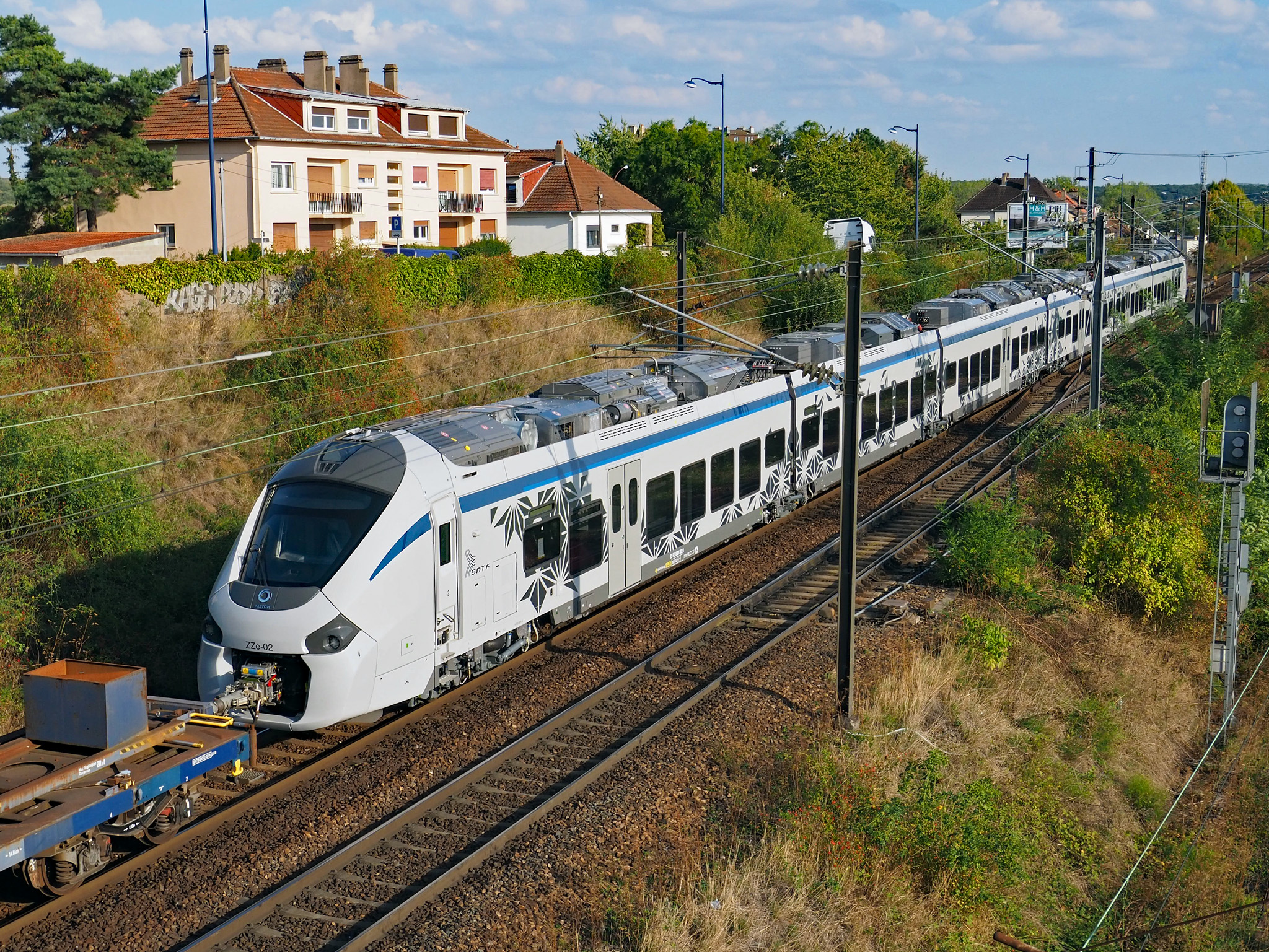
قطار خط السكة الحديد الرئيسي ألستوم كوراديا.
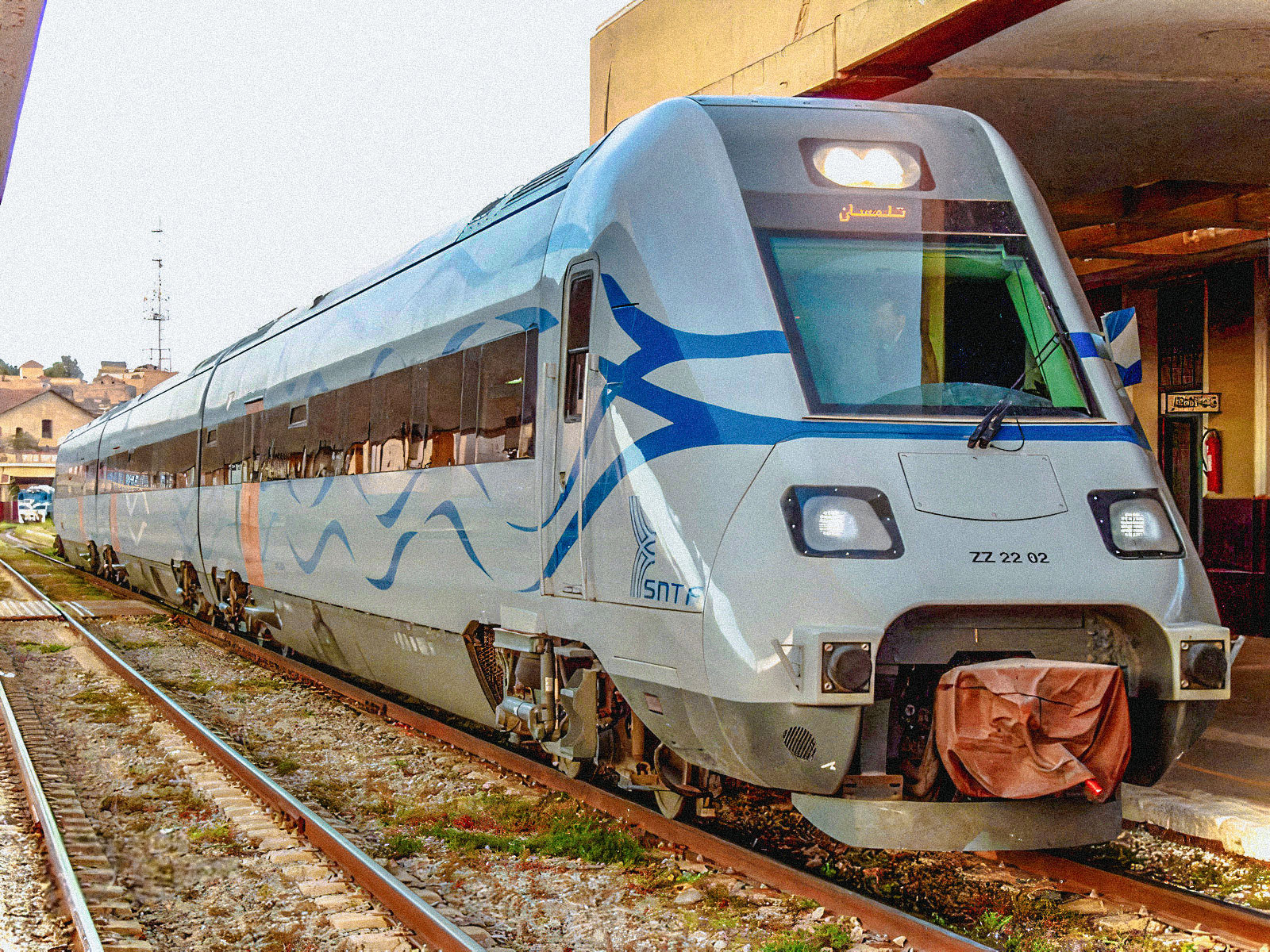
قطار السكك الحديدية (بين المدن) CAF TDMD S/599.
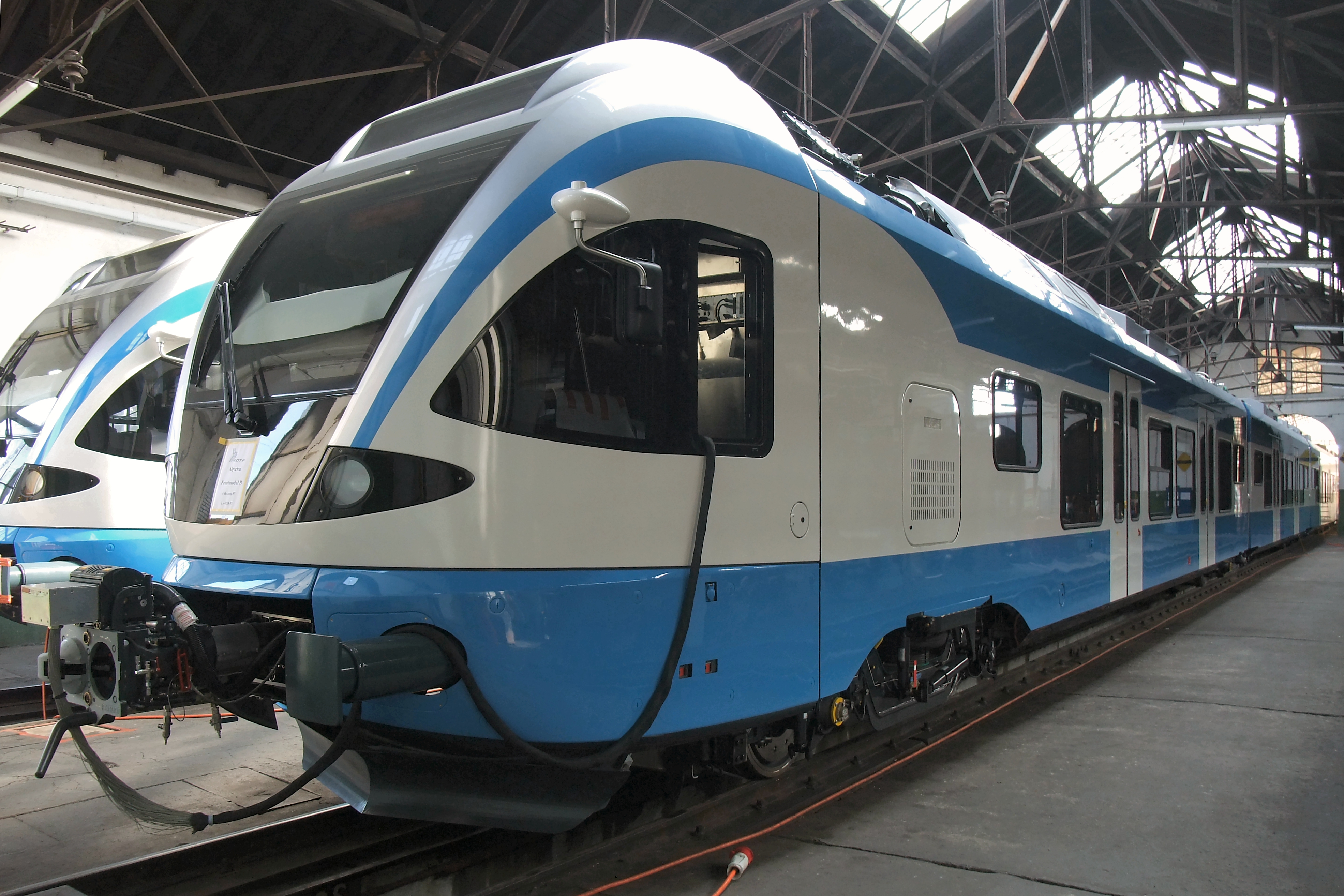
قطار ركاب ستادلر فليرت.
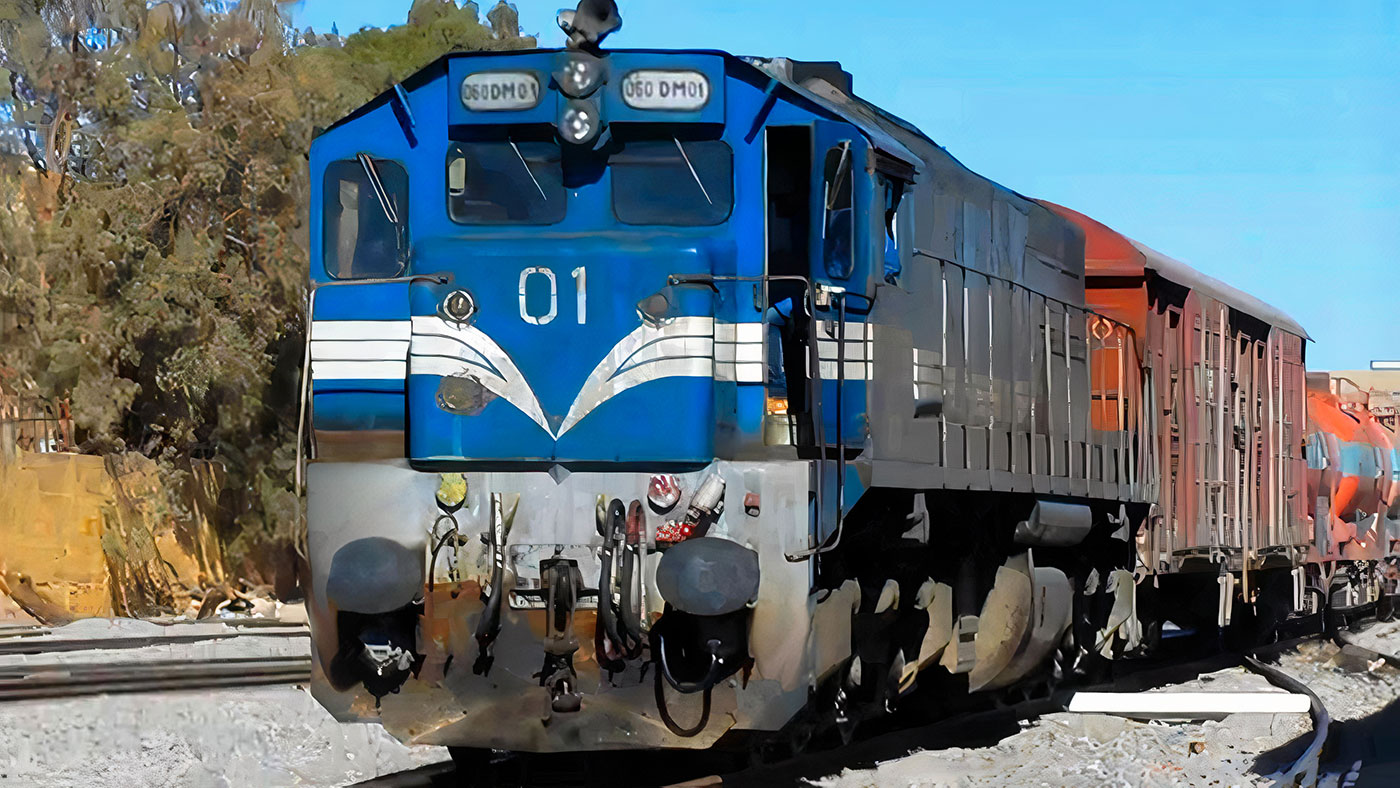
قاطرة EMD GM GT26HCW2A مع حمولتها
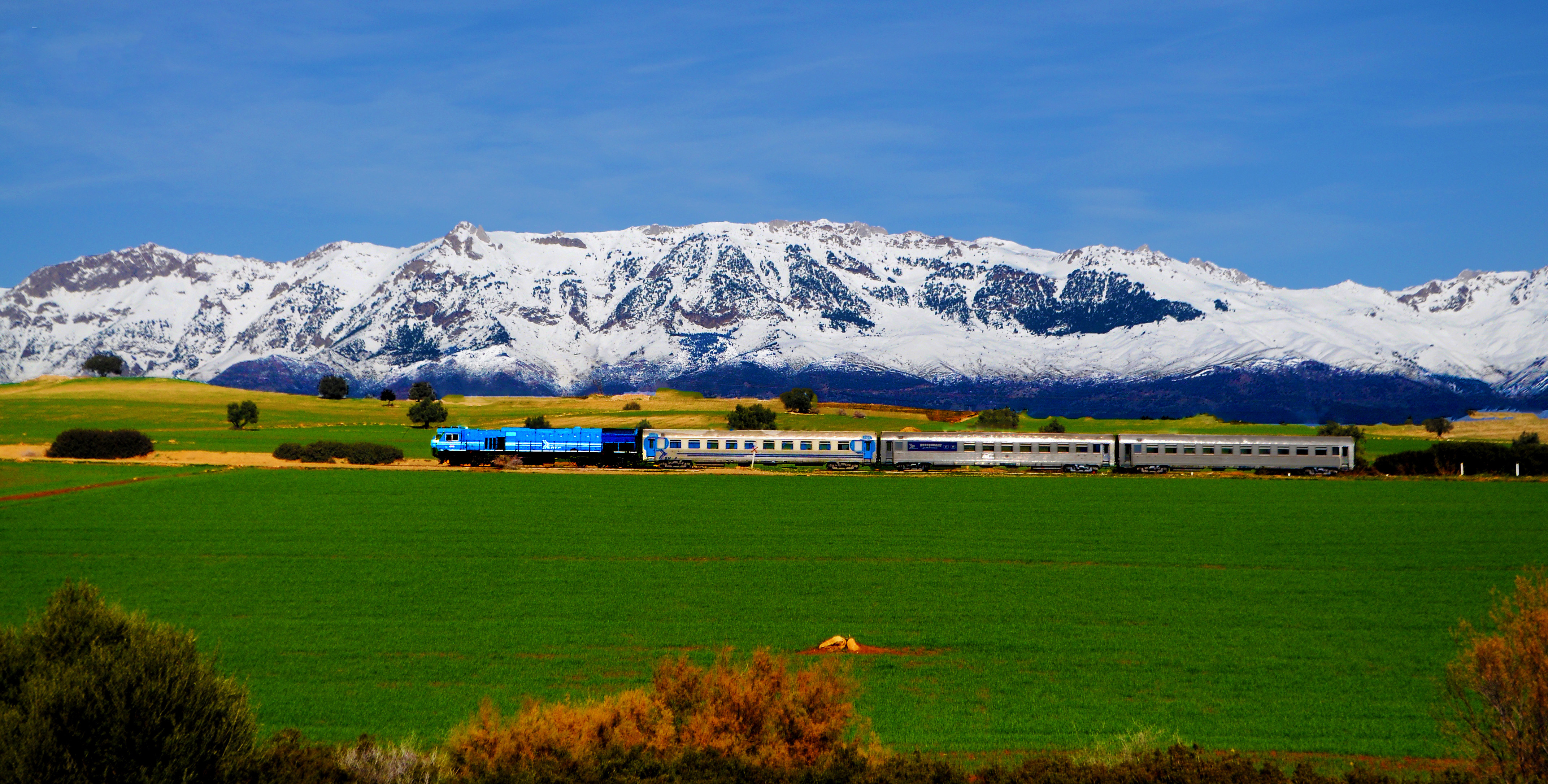
قاطرة GT36HCW مع عرباتها.
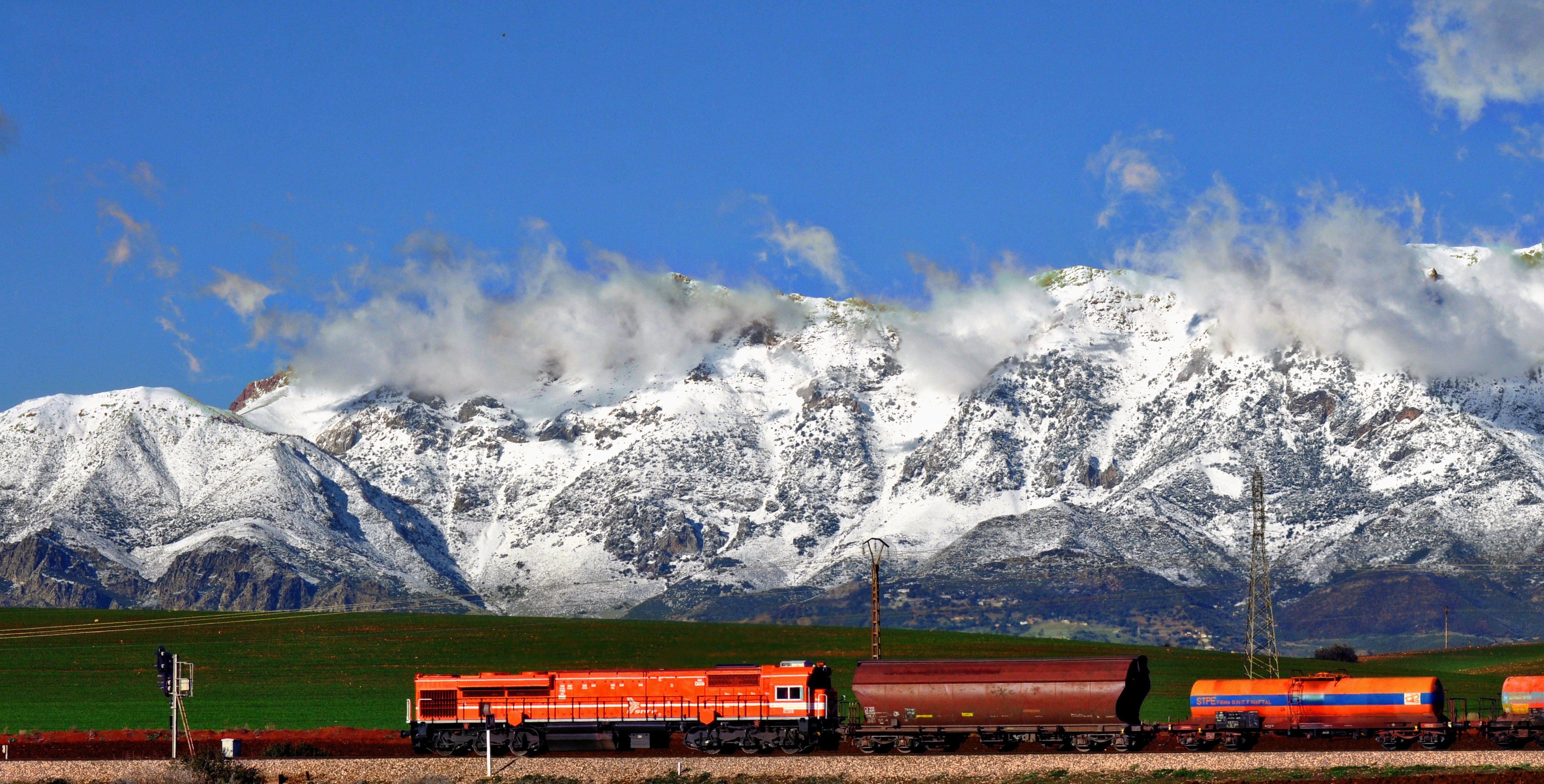
قطار البضائع

## الشحن
تضمن الشركة الوطنية للنقل بالسكك الحديدية 5% من سوق النقل البري للبضائع في الجزائر. أهداف SNTF هي الوصول إلى 17%، مع المشاريع الصناعية الكبرى ببلارة وتصنيع الفوسفاط. وفي سنة 2019، 6 قطارات تنقل المعادن إلى مجمع الحجر للصلب (الحديد) وإلى ميناء وهران (الفوسفات). الإعلان عن الشروع في إنشاء خط سكة حديد بطول 1 000 km تقريبا لنقل خام الحديد من قارة جبيلت ( تندوف ) إلى بشار في سنة 2023.

## المذكرات والمراجع
1. 1 2  Journal officiel de la République Algérienne, Ministère de la reconstruction des travaux publics et des transports : Décret no 63-183 du 16 mai 1963, 28 mai 1963, ص. 
542 intégral (consulté le 21 novembre 2010) نسخة محفوظة 2023-07-14 على موقع واي باك مشين.
2. ↑  "Transport ferroviaire : Le train-express Touggourt-Alger inauguré aujourd'hui - Algerie360". algerie360.com. 13 أكتوبر 2019. مؤرشف من الأصل في 2022-06-26. اطلع عليه بتاريخ 2020-10-05..
3. ↑  Inauguration de la ligne ferroviaire Tissemsilt-Boughezoul-M'sila, site aps.dz, 26 décembre 2022. نسخة محفوظة 2023-03-16 على موقع واي باك مشين.
4. ↑  "La ligne ferroviaire reliant la wilaya de Saïda à Frenda inaugurée". algerie-eco.com. 30 janvier 2023. مؤرشف من الأصل في 2023-08-30. اطلع عليه بتاريخ 27-08-2023. {{استشهاد ويب}}: تحقق من التاريخ في: |تاريخ= (مساعدة)
5. ↑  "La Chine va déployer un réseau de 6.000 kilomètres de lignes ferroviairesen Algérie". africanews.com. 29 أغسطس 2023. مؤرشف من الأصل في 2023-08-30. اطلع عليه بتاريخ 2023-08-29.
6. ↑  Histoire de la SNTF, Paru sur le site de la SNTF, Lu le 20 aout 2014 نسخة محفوظة 2022-03-07 على موقع واي باك مشين.
7. ↑  Présentation de la SNTF, Paru sur le site de la SNTF Lu le 20 aout 2014 نسخة محفوظة 2022-03-11 على موقع واي باك مشين.
8. ↑  "Transport ferroviaire algérien, en passagers-kilomètres". La Banque mondiale, Données. statistiques 1980-2015. مؤرشف من الأصل في 2023-01-30. اطلع عليه بتاريخ 5 octobre 2017. {{استشهاد ويب}}: تحقق من التاريخ في: |تاريخ= (مساعدة).
9. ↑  Chemins de fer (km), CIA World Factbook, Index Munndi, 01 janvier 2011 نسخة محفوظة 2022-03-07 على موقع واي باك مشين.
10. ↑  , Consistance du Réseau Ferré, SNTF, 20 aout 2014 نسخة محفوظة 2022-03-11 على موقع واي باك مشين.
11. ↑  "Algeria awards ERTMS signalling contract". International Railway Journal (بالإنجليزية). 12 Sep 2012. Archived from the original on 2023-02-09. Retrieved 2019-02-20.
12. ↑  "Premier contrat ERTMS en Afrique pour Bombardier". Ville, Rail et Transports (بfr-FR). 16 Sep 2010. Archived from the original on 2023-02-09. Retrieved 2019-02-20.{{استشهاد ويب}}:  صيانة الاستشهاد: لغة غير مدعومة (link)
13. 1 2  "Une ligne TGV pour relier la Tunisie, l'Algérie et le Maroc". BFM BUSINESS (بالفرنسية). Archived from the original on 2023-04-01. Retrieved 2021-11-12.
14. ↑  "Tlemcen: Le LGV se rapproche de Maghnia à petite vitesse". infotraficalgerie.dz (بالفرنسية). Archived from the original on 2023-04-04.
15. ↑  Voie ferrée Bechar-Gara Djebilet: lancement du projet au cours du 1er trimestre 2023, site aps.dz, 31 juillet 2022. نسخة محفوظة 2023-06-03 على موقع واي باك مشين.

## انظر كذلك

### مقالات ذات صلة
- النقل في الجزائر
- النقل في ولاية الجزائر
- وزارة النقل الجزائرية
- النقل بالسكك الحديدية في الجزائر
- تاريخ السكك الحديدية الجزائرية
- الشركة الوطنية للنقل بالسكك الحديدية (ش.و.ن.س.ح) أو (sntf)
- محطات السكك الحديدية في الجزائر
- قائمة خطوط السكة الحديدية في الجزائر
- الوكالة الوطنية للدراسات والرقابة على الاستثمار في الصناعات الحديدية (anesrif)
- قائمة محطات القطار في الجزائر

### رابط خارجي
- الموقع الرسمي لـ (ش.و.ن.س.ح) SNTF